# Washington, Kansas
Washington là một thành phố thuộc quận Washington, tiểu bang Kansas, Hoa Kỳ. Năm 2010, dân số của xã này là 1131 người.

## Khí hậu
| Dữ liệu khí hậu của Washington, Kansas, 1991–2020 normals, extremes 1893–present | Dữ liệu khí hậu của Washington, Kansas, 1991–2020 normals, extremes 1893–present | Dữ liệu khí hậu của Washington, Kansas, 1991–2020 normals, extremes 1893–present | Dữ liệu khí hậu của Washington, Kansas, 1991–2020 normals, extremes 1893–present | Dữ liệu khí hậu của Washington, Kansas, 1991–2020 normals, extremes 1893–present | Dữ liệu khí hậu của Washington, Kansas, 1991–2020 normals, extremes 1893–present | Dữ liệu khí hậu của Washington, Kansas, 1991–2020 normals, extremes 1893–present | Dữ liệu khí hậu của Washington, Kansas, 1991–2020 normals, extremes 1893–present | Dữ liệu khí hậu của Washington, Kansas, 1991–2020 normals, extremes 1893–present | Dữ liệu khí hậu của Washington, Kansas, 1991–2020 normals, extremes 1893–present | Dữ liệu khí hậu của Washington, Kansas, 1991–2020 normals, extremes 1893–present | Dữ liệu khí hậu của Washington, Kansas, 1991–2020 normals, extremes 1893–present | Dữ liệu khí hậu của Washington, Kansas, 1991–2020 normals, extremes 1893–present | Dữ liệu khí hậu của Washington, Kansas, 1991–2020 normals, extremes 1893–present |
| Tháng                                                                            | 1                                                                                | 2                                                                                | 3                                                                                | 4                                                                                | 5                                                                                | 6                                                                                | 7                                                                                | 8                                                                                | 9                                                                                | 10                                                                               | 11                                                                               | 12                                                                               | Năm                                                                              |
| -------------------------------------------------------------------------------- | -------------------------------------------------------------------------------- | -------------------------------------------------------------------------------- | -------------------------------------------------------------------------------- | -------------------------------------------------------------------------------- | -------------------------------------------------------------------------------- | -------------------------------------------------------------------------------- | -------------------------------------------------------------------------------- | -------------------------------------------------------------------------------- | -------------------------------------------------------------------------------- | -------------------------------------------------------------------------------- | -------------------------------------------------------------------------------- | -------------------------------------------------------------------------------- | -------------------------------------------------------------------------------- |
| Cao kỉ lục °F (°C)                                                               | 75 (24)                                                                          | 85 (29)                                                                          | 90 (32)                                                                          | 98 (37)                                                                          | 103 (39)                                                                         | 107 (42)                                                                         | 112 (44)                                                                         | 110 (43)                                                                         | 107 (42)                                                                         | 97 (36)                                                                          | 84 (29)                                                                          | 73 (23)                                                                          | 112 (44)                                                                         |
| Trung bình tối đa °F (°C)                                                        | 60.8 (16.0)                                                                      | 67.3 (19.6)                                                                      | 78.9 (26.1)                                                                      | 86.2 (30.1)                                                                      | 91.9 (33.3)                                                                      | 96.8 (36.0)                                                                      | 101.6 (38.7)                                                                     | 100.0 (37.8)                                                                     | 95.2 (35.1)                                                                      | 88.0 (31.1)                                                                      | 73.3 (22.9)                                                                      | 62.6 (17.0)                                                                      | 102.8 (39.3)                                                                     |
| Trung bình ngày tối đa °F (°C)                                                   | 37.2 (2.9)                                                                       | 42.6 (5.9)                                                                       | 54.5 (12.5)                                                                      | 64.9 (18.3)                                                                      | 74.9 (23.8)                                                                      | 85.4 (29.7)                                                                      | 90.3 (32.4)                                                                      | 87.9 (31.1)                                                                      | 80.5 (26.9)                                                                      | 67.8 (19.9)                                                                      | 52.5 (11.4)                                                                      | 40.2 (4.6)                                                                       | 64.9 (18.3)                                                                      |
| Trung bình ngày °F (°C)                                                          | 26.1 (−3.3)                                                                      | 30.5 (−0.8)                                                                      | 41.5 (5.3)                                                                       | 52.1 (11.2)                                                                      | 63.3 (17.4)                                                                      | 73.9 (23.3)                                                                      | 78.8 (26.0)                                                                      | 76.0 (24.4)                                                                      | 67.6 (19.8)                                                                      | 54.6 (12.6)                                                                      | 40.4 (4.7)                                                                       | 29.6 (−1.3)                                                                      | 52.9 (11.6)                                                                      |
| Tối thiểu trung bình ngày °F (°C)                                                | 15.0 (−9.4)                                                                      | 18.4 (−7.6)                                                                      | 28.4 (−2.0)                                                                      | 39.2 (4.0)                                                                       | 51.7 (10.9)                                                                      | 62.4 (16.9)                                                                      | 67.2 (19.6)                                                                      | 64.0 (17.8)                                                                      | 54.7 (12.6)                                                                      | 41.4 (5.2)                                                                       | 28.3 (−2.1)                                                                      | 19.0 (−7.2)                                                                      | 40.8 (4.9)                                                                       |
| Trung bình tối thiểu °F (°C)                                                     | −4.4 (−20.2)                                                                     | 0.9 (−17.3)                                                                      | 11.0 (−11.7)                                                                     | 24.6 (−4.1)                                                                      | 36.6 (2.6)                                                                       | 50.1 (10.1)                                                                      | 56.1 (13.4)                                                                      | 53.9 (12.2)                                                                      | 39.5 (4.2)                                                                       | 25.3 (−3.7)                                                                      | 14.1 (−9.9)                                                                      | 1.9 (−16.7)                                                                      | −8.4 (−22.4)                                                                     |
| Thấp kỉ lục °F (°C)                                                              | −24 (−31)                                                                        | −29 (−34)                                                                        | −18 (−28)                                                                        | 5 (−15)                                                                          | 28 (−2)                                                                          | 40 (4)                                                                           | 44 (7)                                                                           | 43 (6)                                                                           | 26 (−3)                                                                          | 13 (−11)                                                                         | −6 (−21)                                                                         | −29 (−34)                                                                        | −29 (−34)                                                                        |
| Lượng Giáng thủy trung bình inches (mm)                                          | 0.79 (20)                                                                        | 1.14 (29)                                                                        | 1.80 (46)                                                                        | 3.14 (80)                                                                        | 4.44 (113)                                                                       | 4.74 (120)                                                                       | 4.13 (105)                                                                       | 4.26 (108)                                                                       | 3.07 (78)                                                                        | 2.18 (55)                                                                        | 1.49 (38)                                                                        | 1.23 (31)                                                                        | 32.41 (823)                                                                      |
| Lượng tuyết rơi trung bình inches (cm)                                           | 4.6 (12)                                                                         | 4.6 (12)                                                                         | 1.4 (3.6)                                                                        | 0.3 (0.76)                                                                       | 0.0 (0.0)                                                                        | 0.0 (0.0)                                                                        | 0.0 (0.0)                                                                        | 0.0 (0.0)                                                                        | 0.0 (0.0)                                                                        | 0.1 (0.25)                                                                       | 1.0 (2.5)                                                                        | 2.4 (6.1)                                                                        | 14.4 (37.21)                                                                     |
| Số ngày giáng thủy trung bình (≥ 0.01 in)                                        | 4.6                                                                              | 4.7                                                                              | 6.5                                                                              | 8.8                                                                              | 11.0                                                                             | 9.8                                                                              | 8.6                                                                              | 8.2                                                                              | 6.8                                                                              | 6.8                                                                              | 5.3                                                                              | 4.5                                                                              | 85.6                                                                             |
| Số ngày tuyết rơi trung bình (≥ 0.1 in)                                          | 2.9                                                                              | 2.3                                                                              | 1.2                                                                              | 0.3                                                                              | 0.0                                                                              | 0.0                                                                              | 0.0                                                                              | 0.0                                                                              | 0.0                                                                              | 0.2                                                                              | 1.0                                                                              | 2.2                                                                              | 10.1                                                                             |
| Nguồn 1: NOAA                                                                    |                                                                                  |                                                                                  |                                                                                  |                                                                                  |                                                                                  |                                                                                  |                                                                                  |                                                                                  |                                                                                  |                                                                                  |                                                                                  |                                                                                  |                                                                                  |
| Nguồn 2: National Weather Service                                                |                                                                                  |                                                                                  |                                                                                  |                                                                                  |                                                                                  |                                                                                  |                                                                                  |                                                                                  |                                                                                  |                                                                                  |                                                                                  |                                                                                  |                                                                                  |